# طاق پیروزی، پیچیده شده
طاق پیروزی، پیچیده شده یک چیدمان هنری موقت توسط هنرمندان کریستو ولادیمیروف جاوچف و ژان کلود دنات دو گیلبون بود که در آن طاق پیروزی در پاریس به مدت دو هفته در سال ۲۰۲۱ در پارچه ای نقره ای-آبی پیچیده شد.

## برنامه‌ریزی و دستاورد نهایی
کریستو و ژان کلود به‌خاطر بسته‌بندی بناهای تاریخی عمومی، از جمله رایشس‌تاگ بسته‌بندی شده در برلین، پون نوف در پاریس، و دروازه‌ها در نیویورک شناخته می‌شوند.

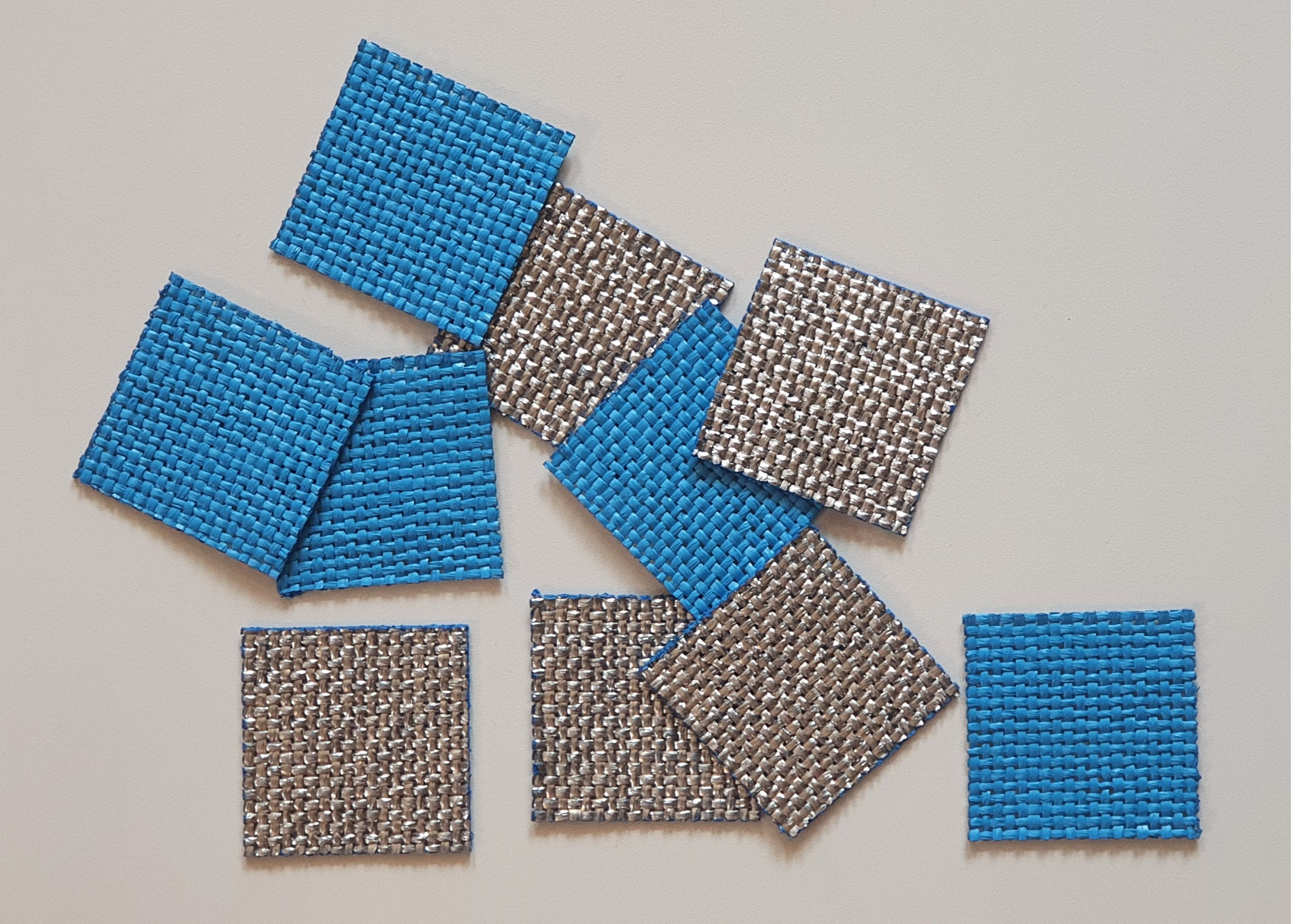
نمونه‌هایی از پارچه نقره ای آبی

کریستو اولین بار زمانی که در سال ۱۹۶۱ در نزدیکی طاق پیروزی زندگی می‌کرد، به فکر پیچیدن آن افتاد.  اما برنامه‌ریزی برای انجام آن در سال ۲۰۱۸ آغاز شد، با این هدف که کار را در بهار ۲۰۲۰ به پایان برساند تا همزمان با نمایشگاهی که در مرکز ملی هنر و فرهنگ ژرژ پمپیدوبرگزار می‌شد از آن رونمایی کند، اما کریستو می‌خواست «فراتر از نمایشگاه» کار کند. این اولین اثر با امضای آنها از زمان مرگ ژان کلود در سال ۲۰۰۹ بود .
این کار از طریق فروش اسناد پروژه، از جمله نقشه‌ها و مدل‌ها، تأمین مالی شد. هزینه نهایی حدود ۱۴ میلیون یورو (۱۶٫۵۴ میلیون دلار) بود. در مقایسه با پروژه‌های قبلی آنها، تأیید دولت به راحتی به دست آمد.
در ابتدا قرار بود این چیدمان هنری در آوریل ۲۰۲۰ به مدت دو هفته اجرا شود،  اما به دلیل لانه سازی شاهین‌های دلیجه که در طول بهار در این بنای تاریخی لانه می‌کنند تا ماه سپتامبر به تعویق افتاد.
در ۳۱ مه ۲۰۲۰، کریستو درگذشت و فرانس ۲۴ اعلام کرد که این پروژه مطابق میل کریستو ادامه خواهد یافت. پس از تاخیرهای بیشتر به دلیل همه‌گیری COVID-19، سرانجام در سپتامبر ۲۰۲۱ این پروژه هنری تکمیل شد.
طاق پیروزی، پیچیده شده، یکی از بزرگترین آثار آنها بود،  با ۲۵۰۰۰ متر مربع پارچه پلی پروپیلن نقره ای آبی و قابل بازیافت که با ۳۰۰۰ متر طناب قرمز بسته شده بود. 

## بیشتر خواندن
- Nayeri, Farah (ژوئیه 8, 2020). "It's Christo's Final Show. But Is It the Last We'll See of Him?". The New York Times (به انگلیسی). ISSN 0362-4331.